# Тральщики типу «Ок»
Тральщики типу «Ок» (Auk class - на честь люрика) - чисельний тип тральщиків, які використовували ВМС Сполучених Штатів і Королівський флот під час Другої світової війни, а після неї  флоти менших держав - союзників США.  
Загалом було побудовано 93 таких кораблі.

## Розробка і конструкція
До вступу Сполучених Штатів у Другу світову війну у цій державі виготовили два тральщики типу «Рейвен» для випробувань і оцінки технологій. На основі відповідних випробувань було вирішено, що більш доцільним є використання дизель-електричних двигунів для забезпечення корабля та протимінного обладнання, а не окремих редукторних дизельних двигунів для руху корабля та дизель-генераторів для живлення протимінного обладнання, буде працювати краще. Королівський флот замовив у США 32 тральщики BAM-1 - BAM-32. За рахунок додаткового обладнання водотоннажність  зросла з 820 тонпопереднього типу до 900.
Озброєння кораблів різнилося. Усі вони були оснащені однією 76 мм  гарматою на носі, але на багатьох тральщиках аналогічну кормову  гармату було замінено двома  40 мм автоматичними гарматами. Спочатку конструкція передбачала чотири  20 мм автоматичні зенітні гармати, на деяких кораблях встановлено до восьми таких установок. 